# 261 (číslo)
Dvě stě šedesát jedna je přirozené číslo, které následuje po čísle dvě stě šedesát a předchází číslu dvě stě šedesát dva. Římskými číslicemi se zapisuje CCLXI a řeckými číslicemi σξα.

## Matematika
261 je:
- Deficientní číslo
- Nešťastné číslo
- Příznivé číslo
- Devítiúhelníkové číslo

## Chemie
- 261 je nukleonové číslo druhého nejstabilnějšího izotopu lawrencia[1]

## Astronomie
- (261) Prymno je planetka hlavního pásu, kterou objevil v roce 1886 Christian Heinrich Friedrich Peters

## Doprava
- Silnice II/261 je česká silnice II. třídy vedoucí na trase Liběchov – Štětí – Polepy – Litoměřice – Libochovany – Střekov – Velké Březno – Děčín[2][3][4][5]

## Ostatní
- +261 je mezinárodní telefonní předvolba Madagaskaru

## Roky
- 261
- 261 př. n. l.